# Геологія Гаяни
Геологія Гаяни
Територія країни розташована в межах Ґвіанського щита, фундамент якого представлений породами архею та ниж. протерозою. Південна частина Ґ. — піднесений бік фундаменту. Тут архейські метаморфізовані породи, прорвані гранітоїдами, виходять на поверхню. Це т. зв. комплекс Кануку — амфіболітові та біотит-ґранатові ґнейси, ґрануліти, чарнокіти, граніти, ґнейси.
Породи ниж. протерозою поширені г.ч. на півночі і представлені серицит-хлоритовими сланцями, філітами з кварцитами та метавулканітами серії Барама, метаріолітами, кременистими сланцями та кварцитами серії Мазаруні. На півдні цим двом групам відповідає група Квітаро (метаосадові породи і метабазити).
Метаморфічні комплекси фундаменту на значних площах перекриті породами середнього протерозою, які належать до древнього платформного чохла формації Рорайма (слабко метаморфізовані пісковики, ґраувакки, глинисті сланці, яшма та туфи). В цій же формації присутні сілли діабазів та долеритів (вік 1700 млн р).
Докембрійські породи щита та древнього платформного чохла оголені по всій території країни. В центр. частині країни виділяються ґрабеноподібні прогини, заповнені відкладами крейди, палеогену та неогену (конґломерати, пісковики, глини).